# Teodoro Paleólogo (filho de Miguel VIII)
Teodoro Comneno Paleólogo (em grego: Θεόδωρος Κομνηνός Παλαιολόγος; c. 1263–depois de 1310) era filho do imperador bizantino Miguel VIII Paleólogo (r. 1259–1282) com sua consorte Teodora Ducena Vatatzina. Teodoro nasceu por volta de 1263 e era o mais jovem dos filhos de Miguel VIII. Em 1293, o plano era que ele se casasse com a filha de Teodoro Muzalon, mas como seu irmão, o imperador Andrônico II Paleólogo, negou-lhe o prestigioso título de déspota, ele se recusou e casou-se com a filha do pincerna Libadário. Dois anos depois, estava em Éfeso quando irrompeu a revolta de Aleixo Filantropeno e acabou sendo preso pelo rebelde e só se libertou quando ele foi derrotado. Em 1305, lutou contra a Companhia Catalã na desastrosa Batalha de Apros, na Trácia. Teodoro foi mencionado pela última vez em 1310 como uma das testemunhas de um tratado com a República de Veneza.
Seu destino depois disso é desconhecido.